# Aulnois
Aulnois ist eine französische Gemeinde mit 165 Einwohnern (Stand: 1. Januar 2022) im Département Vosges in der Region Grand Est (bis 2015 Lothringen). Sie gehört zum Arrondissement Neufchâteau und zum Kanton Vittel.

## Geografie
Aulnois liegt zwischen Neufchâteau und Vittel am Bach Ruisseau le Bani, einem Zufluss des Mouzon, und wird von der ehemaligen Route nationale 64 (heute: D 164) tangiert. Nachbargemeinden sind Ollainville im Nordosten, Hagnéville-et-Roncourt im Südosten, Beaufremont im Westen sowie Landaville im Nordwesten.

## Bevölkerungsentwicklung
| Jahr      | 1962 | 1968 | 1985 | 1982 | 1990 | 1999 | 2008 | 2019 |
| Einwohner | 141  | 146  | 149  | 134  | 141  | 123  | 148  | 166  |

## Sehenswürdigkeiten

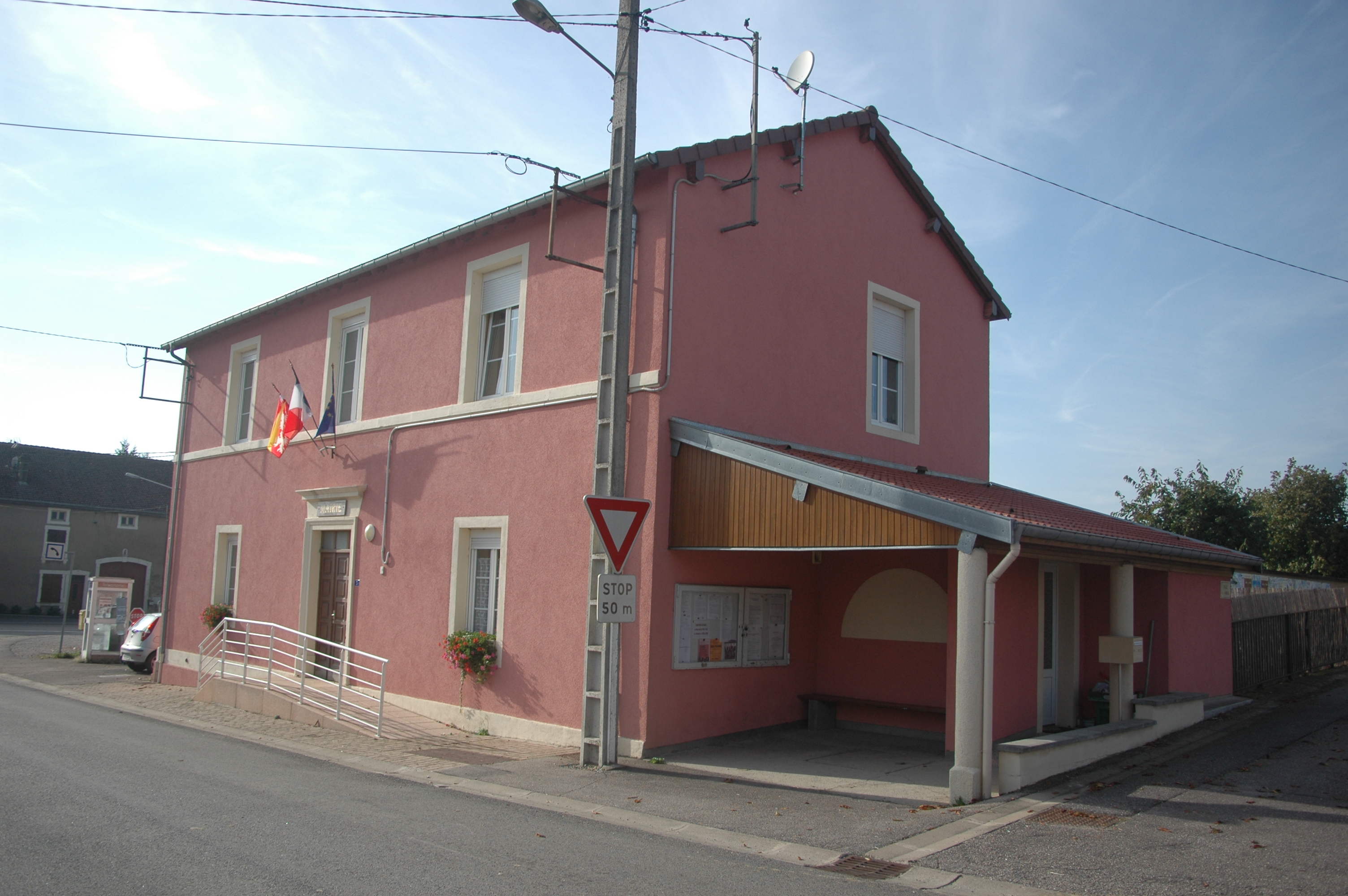
Mairie Aulnois
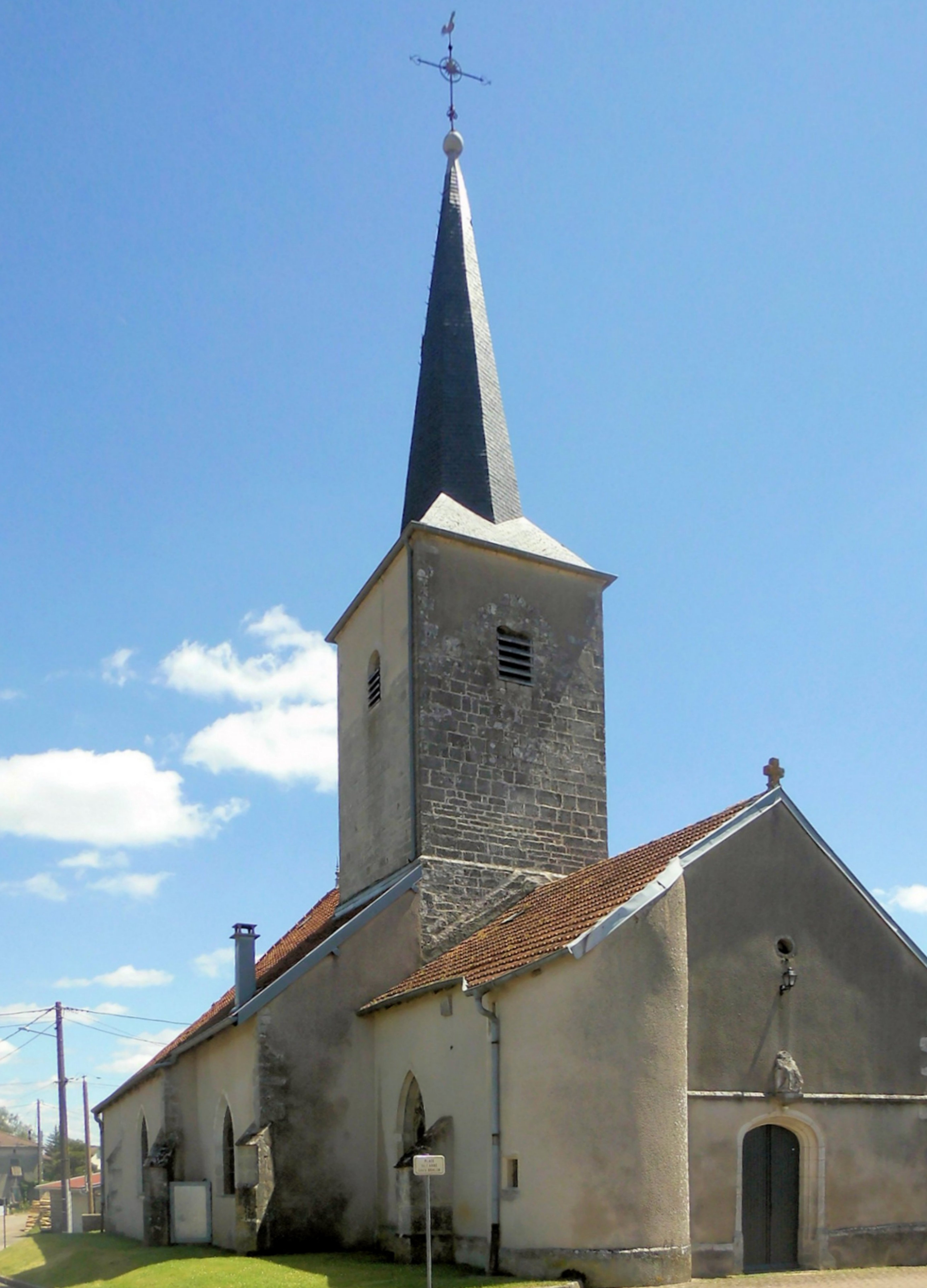
Kirche Paulus’ Umwandlung (Église de la Conversion-de-Saint-Paul)